# Maria d'Assia-Darmstadt
Maria d'Assia e del Reno (Darmstadt, 8 agosto 1824 – San Pietroburgo, 3 giugno 1880) fu, col nome di Marija Aleksandrovna (in russo Мария Александровна?), Imperatrice di Russia come moglie dell'Imperatore Alessandro II. Nacque a Darmstadt, la capitale del Granducato, e morì a San Pietroburgo.
Il suo nome è stato attribuito a vari luoghi e monumenti come il Teatro Mariinskij a San Pietroburgo e la città di Mariehamn nell'Åland, Palazzo Mariinskij e Parco Mariinskij a Kiev

## Famiglia d'origine, infanzia e formazione
Maria era la figlia più giovane tra i sette figli del principe ereditario Ludovico d'Assia, e di sua moglie, la principessa Guglielmina di Baden, figlia del principe ereditario Carlo Luigi di Baden e sorella dell'imperatrice Luisa Maria Augusta di Baden, consorte dello zar Alessandro I.
Sebbene i suoi genitori fossero cugini di primo grado, erano una coppia mal assortita: Luigi era ottuso, timido e chiuso, mentre Guglielmina, undici anni più giovane di lui, era carina e affascinante. Dopo la nascita di tre figli, la coppia si separò durante gli anni turbolenti delle guerre napoleoniche mentre Luigi era sui campi di battaglia. Dopo un intervallo di undici anni, la principessa Guglielmina continuò ad avere altri quattro figli, ma voci di corte attribuirono la paternità biologica della seconda serie di bambini al barone Augusto Luigi di Senarclens-Grancy, Gran Maestro delle scuderie del Granduca d'Assia. Di quei quattro figli, Maria e suo fratello Alessandro, che aveva un anno in più, vissero fino all'età adulta. Mentre il principe Luigi riconobbe ufficialmente i figli come suoi, lui e sua moglie si separarono nel 1827.

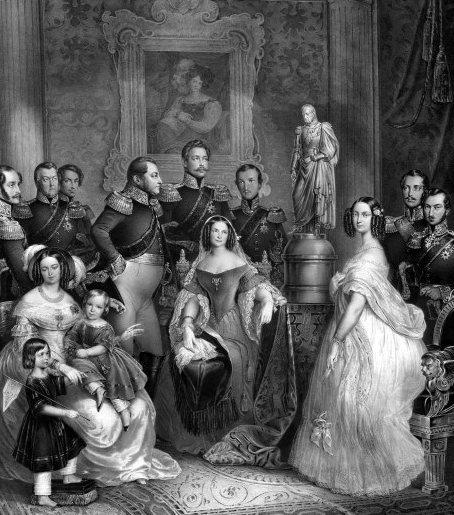
Maria d'Assia con la sua famiglia nel 1841.

Nel 1828, la principessa Guglielmina si trasferì con i suoi due figli più piccoli e la loro famiglia a Heiligenberg, una tenuta che acquistò quello stesso anno. Il castello era stato precedentemente un convento di suore e si trovava a circa 20 chilometri da Darmstadt. Nel 1829, tuttavia, i loro genitori celebrarono l'anniversario delle nozze d'argento in apparente armonia. Nel 1830 morì il nonno paterno, e il padre divenne il nuovo Granduca regnante. La coppia si riconciliò gradualmente e usò Heiligenberg nei mesi estivi.
Maria crebbe sotto la tutela di sua madre, che era responsabile della sua istruzione e aveva una preferenza per la cultura francese. Questo era evidente nelle sue lezioni, che avevano un'enfasi speciale su finanze, storia e letteratura. Dopo che sua madre morì di tubercolosi, la sua dama di compagnia e possibile zia paterna, Marianne von Senarclens de Grancy, si assunse con successo la responsabilità dell'istruzione di Maria.
Dopo la morte della madre, Maria e Alessandro si trasferirono definitivamente alla corte del padre a Darmstadt. I fratelli sarebbero rimasti molto vicini per tutta la vita. Si avvicinò ai suoi due fratelli maggiori Luigi III, granduca d'Assia e il principe Carlo d'Assia. Tuttavia, la nuvola sulla legittimità della nascita continuò a essere gettata su Maria e Alessandro poiché Luigi II era freddo e distante nei confronti dei bambini.

## Matrimonio

### Fidanzamento
Nel 1839, lo zarevič Alessandro, figlio dello zar Nicola I di Russia, si recò nell'Europa occidentale per completare la sua educazione e cercare una moglie. I suoi genitori avevano pensato alla principessa Alessandrina di Baden, ma lui non era d'accordo. Il 13 marzo, dopo aver visitato le corti di Prussia, Württemberg e Baden, l'entourage di Alessandro fece una sosta imprevista alla corte d'Assia. Invitato a una performance di Gaspare Spontini, Alessandro conobbe la principessa Maria, allora quattordicenne, che era magra e alta per la sua età, ma ancora portava i capelli sciolti. Stava mangiando ciliegie e dovette sputare le noccioline nelle sue mani quando è stata spinta in avanti per essere presentata allo zarevič. Il tutore di Alessandro, Vasilij Žukovskij, che era in viaggio con lui, descrisse la principessa come: "modesta, affascinante e persino intelligente".
Alessandro rimase talmente colpito che rimase a cenare con il noioso granduca pur di rivedere Maria. Prima che lasciasse Darmstadt, gli diede un medaglione contenente una ciocca di capelli. Quella notte Alessandro scrisse a suo padre: "Mi è piaciuta talmente tanto a prima vista. Se me lo permetti padre, tornerò a Darmstadt dopo l'Inghilterra". Come suo figlio aveva attentamente pianificato, Nicola I ricevette la lettera nove giorni dopo, il giorno dell'annuncio, e vide il momento come un buon auspicio. Diede la sua approvazione nonostante i pettegolezzi che circondavano la sua nascita. Ai primi di giugno, Alessandro tornò a Darmstadt per chiedere la mano di Maria, che accettò. Dato che non aveva ancora quindici anni, era necessario un lungo periodo di fidanzamento prima che avesse luogo il matrimonio vero e proprio. Verso le ultime settimane del 1839, tornò a Darmstadt per farle nuovamente visita. Un prete ortodosso venne a Darmstadt per darle istruzione sulla religione ortodossa russa.
Il fidanzamento fu annunciato ufficialmente nell'aprile del 1840. Tuttavia, Alexandra Feodorovna (Carlotta di Prussia) si oppose alla scelta di suo figlio. L'imperatrice non era solo turbata dalle voci che circondavano la paternità di Maria, ma era mal disposta nei confronti della famiglia d'Assia e preoccupata che Marie potesse aver ereditato la tubercolosi da sua madre. In una lettera a sua madre, Alessandro scrisse: "La amo, e preferirei rinunciare al trono, piuttosto che non sposarla. Sposerò solo lei, questa è la mia decisione!". Dopo essere stata persuasa dal marito, l'imperatrice Alexandra andò a Francoforte, dove incontrò Maria a giugno. A quel punto, Maria aveva imparato rapidamente la lingua russa. L'imperatrice apprezzò quello che vide e diede il permesso per il matrimonio.

### Le nozze
Poche settimane dopo il suo sedicesimo compleanno, nell'agosto 1840, Maria partì per la Russia. Era scortata da suo fratello Alessandro e dalla sua governante, Mlle. von Grancy. Maria arrivò a settembre e condivise le sue impressioni su San Pietroburgo in una lettera alla sua famiglia: "San Pietroburgo è molto più bella di quanto pensassi. Il fiume Neva contribuisce a questo. Penso che sia difficile trovare una città più grande. La vista dal Palazzo d'Inverno sulla Neva è meravigliosa!". Il suo arrivo in Russia venne accolto con grande entusiasmo. Vennero rappresentati spettacoli, opere e nuovi balletti francesi e ogni domenica la sua futura suocera dava un banchetto nel Palazzo di Alessandro. Tuttavia, Maria ebbe difficoltà ad adattarsi al suo nuovo ambiente. Anni dopo, la sua dama di compagnia Anna Tiutcheva scrisse di questo periodo: "Essendo stata cresciuta in isolamento, si potrebbe dire, in austerità, nel piccolo castello di Jugenheim, vedendo suo padre solo di rado, era più spaventata che abbagliata quando è stata improvvisamente portata alla corte più opulenta e brillante di tutte le nazioni europee. Me lo ha detto molte volte. Dopo continue battaglie per superare la sua goffaggine, più tardi, nel buio e nella quiete della sua stanza, dava libertà alle sue grida soffocate”.
Essendo stata cresciuta nella religione luterana, Maria fu accolta nella Chiesa ortodossa russa il 17 dicembre 1840 e divenne Granduchessa Maria Aleksandrovna. Il giorno successivo, il fidanzamento ufficiale si è tenuto alla presenza della famiglia imperiale, l'intera corte, la nobiltà russa, molti ospiti stranieri di rilievo e rappresentanti di stati stranieri. Il matrimonio ebbe luogo il 28 aprile 1841 nella Cappella del Palazzo d'Inverno a San Pietroburgo, alla vigilia del ventitreesimo compleanno di Alessandro. Maria indossava un abito bianco riccamente ricamato in argento, una veste cremisi con raso bianco ed ermellino fine, allacciato sulle spalle e gioielli con diamanti (tiara, orecchini, collana e braccialetti). La sua futura suocera le decorò i suoi capelli con fiori d'arancio, attaccandoli tra i diamanti della sua tiara e appuntandole un rametto sul petto. Al matrimonio hanno partecipato i membri della famiglia imperiale russa, della corte e numerosi ospiti, che parteciparono a un fastoso ricevimento.

### Primi anni
Dopo il matrimonio, la giovane coppia si stabilì in una serie di stanze nel lato sud-ovest del Palazzo d'Inverno. Durante l'estate risiedevano a Tsarskoye Selo. I loro appartamenti erano situati nell'ala Zubov del Palazzo di Caterina. L'ambiente della corte russa si dimostrò subito non confacente per la giovane Maria. I balli infiniti e l'accoglienza della corte la annoiavano, ma l'etichetta la obbligava ad adempiere ai doveri di rappresentanza come moglie dello zarevič. Preferiva la vita di campagna, dove godeva di una vita più privata. Come la sua defunta madre, si interessò molto all'orticoltura e importò fiori dalla sua nativa Germania, come mughetti e primule. Al mattino, faceva lunghe passeggiate con le sue dame di compagnia attraverso i parchi del Palazzo di Caterina e Alessandro. In questo primo periodo della sua vita in Russia, Maria è stata aiutata dalla zia di suo marito, la granduchessa Elena Pavlovna. Nonostante la differenza di diciassette anni l'una dall'altra, le due donne divennero amiche intime.
Maria e Alessandro formavano una coppia felice. Nella casa della giovane coppia c'erano regolarmente incontri informali di letture, musica e giochi di carte. Accanto a suo marito, Maria condivideva le simpatie di Alessandro per la condizione dei servi e diventare un ardente abolizionista. La coppia incantava i loro ospiti con le loro maniere. Diede consigli utili a suo marito, che a sua volta la guidava in società.
Poco dopo aver avuto il suo terzo figlio, la sua salute iniziò a peggiorare e dovette andare a Bad Kissingen per riprendersi. Per celebrare ogni nascita, Alessandro e Maria piantavano querce nel loro giardino privato a Tsarskoye Selo, insieme ai giochi per i bambini. All'interno suonava il pianoforte e creava arazzi con la sua famiglia. Nel luglio 1849, entrambi i genitori furono devastati quando la loro figlia primogenita morì di meningite infantile all'età di sei anni e mezzo. Afflitta dalla sua perdita, Maria dovette recarsi nella città di mare di Revel per riprendersi.
Durante il suo primo decennio in Russia, Maria godette della compagnia e del sostegno di suo fratello Alessandro, che l'aveva accompagnata in Russia per seguire una carriera militare lì. Nel 1851, contrasse un matrimonio morganatico con Julia von Hauke, una delle dame di compagnia di sua sorella. Di conseguenza, cadde in disgrazia e dovette dimettersi dal suo incarico. Lasciò il paese, tornò a Heiligenberg, la casa d'infanzia dei fratelli. 

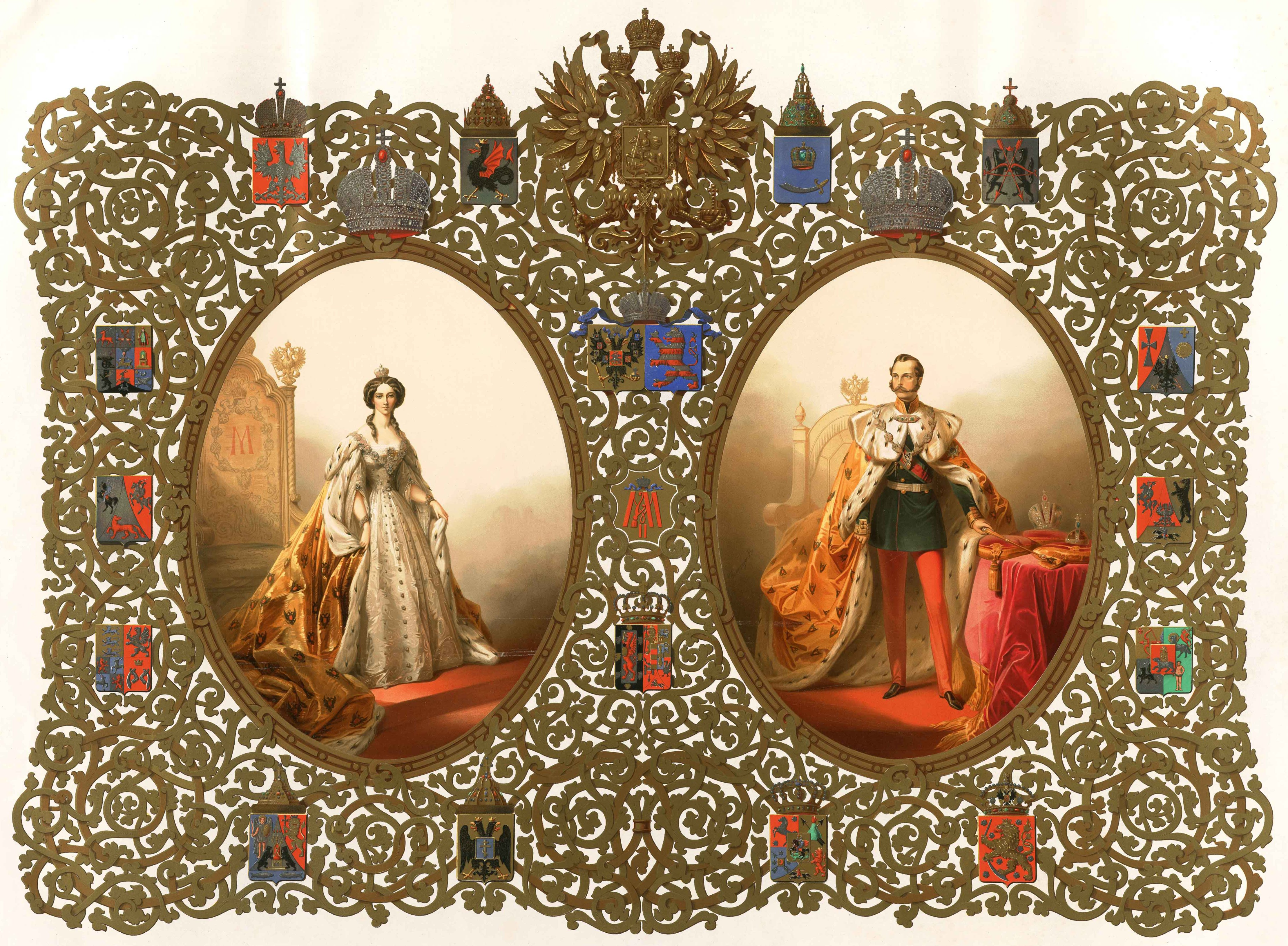
Ritratto dell'incoronazione.

## Zarina di Russia
Il 18 febbraio 1855, Nicola I morì di polmonite e Alessandro salì al trono come zar. Fu un periodo turbolento in quanto le truppe russe venivano sconfitte da una coalizione internazionale nella guerra di Crimea. Dopo un assedio durato undici mesi, Sebastopoli cadde nel settembre 1855. Con la prospettiva di un'invasione da ovest se la guerra fosse continuata, la Russia chiese la pace nel marzo 1856 a Parigi. L'umiliazione della sconfitta fu lasciata alle spalle dai festeggiamenti dell'incoronazione che si tennero con splendore bizantino dal 14 al 26 agosto 1856. La cerimonia di incoronazione durò cinque ore e si svolse presso la Cattedrale dell'Assunzione del Cremlino di Mosca il 7 settembre 1856. Quando quattro dame di corte tentarono di fissare la corona sulla testa dell'Imperatrice, quasi cadde a terra, salvata solo dalla piega del suo mantello, segnale di un cattivo presagio. Soffrendo di depressione, fu mandata a Kissingen per riprendersi. Il 3 ottobre diede alla luce il suo ottavo e ultimo figlio, ma era così indebolita che fu costretta a trascorrere diversi mesi riposando. Un mese dopo, sua suocera morì.

### Opere di carità
Poiché la tradizione russa dava la precedenza all'imperatrice madre che alla consorte dello zar regnante, fu solo allora che Maria assunse un ruolo più decisivo nelle attività di beneficenza. Fu con lei che fu istituita la Croce Rossa in Russia, che si trasformò rapidamente nella struttura pubblica più grande e ricca. Sotto la sua organizzazione, l'istituzione accumulava nei suoi conti ingenti somme di denaro trasferite da benefattori di tutto l'Impero.
Maria era la presidentessa della Croce Rossa: in totale, ha patrocinato 5 ospedali, 12 dormitori per i senzatetto, 30 rifugi, 2 istituti, 38 palestre, 156 scuole inferiori e 5 associazioni di beneficenza private. L'imperatrice Maria ampliò le attività di beneficenza durante la guerra russo-turca del 1877–78. L'inizio di una nuova era nell'istruzione delle donne in Russia fu segnato dalla sua creazione di istituzioni educative femminili aperte a tutti i sindacati nel 1872. Gli studenti ricevettero lezioni di fisica, chimica e medicina.

### Manifesto di emancipazione
Lo zar Alessandro II faceva affidamento sul giudizio e sulla serietà di Maria per sostenere il suo governo, aprendo documenti ufficiali e discutendo con lei sugli affari di stato. Maria sosteneva gli ideali di Alessandro di introdurre nel paese le riforme. Due correnti filosofiche opposte dividevano la politica russa del loro tempo: occidentalisti e slavofili. Gli occidentalisti, guidati da Alexander Herzen, Vissarion Belinsky, Ivan Turgenev e Mikhail Bakunin, volevano che la Russia fosse allineata alla scienza e a valori occidentali come il pensiero libero, il razionalismo e la libertà individuale. Al contrario, gli slavofili, guidati da Aleksej Khomyakov, i due fratelli Aksakov, Konstantin e Ivan, e Ivan Kireevskij e suo fratello Pëtr Vasil'evič Kireevskij sostenevano tre principi: Autocrazia, Ortodossia e Nazionalismo.
Sebbene abbia abbracciato lo Slavismo con fervore, Maria ha incoraggiato la libertà e il capitalismo. Svolse un ruolo importante nella liberazione dei contadini che si è concretizzata con il Manifesto di emancipazione il 3 marzo 1861, ponendo fine alla servitù in Russia.

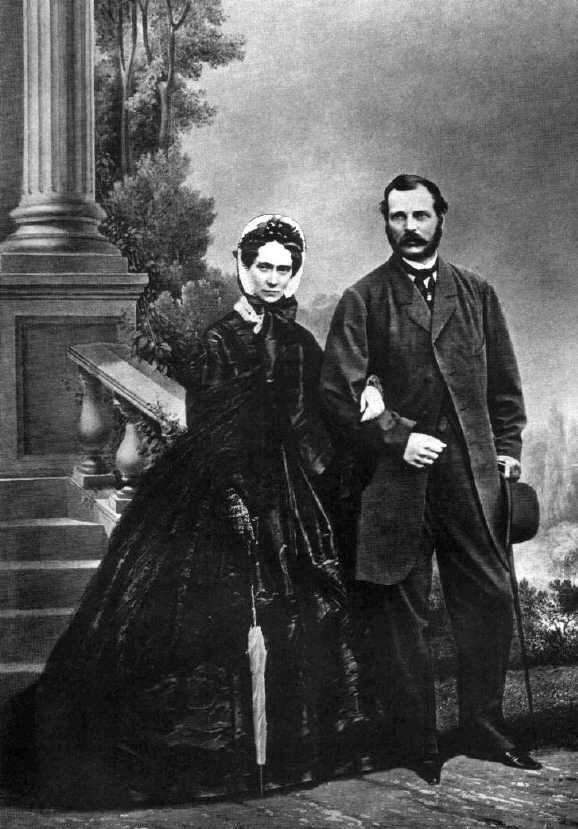
L'imperatrice Maria insieme a suo marito, lo zar Alessandro II di Russia.

### Vita di corte
La corte russa iniziava la sua stagione all'inizio di dicembre fino alla Quaresima. Mentre le temperature sotto lo zero e i venti gelidi tenevano le strade vuote, balli e banchetti si tenevano al chiuso nei palazzi surriscaldati, dove il loro gentile ospite, Alessandro II, dava feste intime note come Les Bals des Palmières per le quali furono portate centinaia di palme al Palazzo d'Inverno. Tuttavia, Maria non condivideva l'entusiasmo di suo marito poiché ancora non era abituata ai balli di corte e considerava frivola la nobiltà russa. La società la riteneva, poiché molto timida, rigida, austera, priva di alcun gusto nel vestire, incapace di intrattenersi nelle conversazioni, e comunque non affascinante. Dietro di lei, fu chiamata la petite bourgeoise allemande. Invece di lasciare che i pettegolezzi la influenzassero, l'imperatrice Maria prestò grande attenzione all'educazione e all'istruzione dei suoi figli, scegliendo attentamente insegnanti esperti e assicurandosi che il loro ambiente fosse rigoroso. I suoi sforzi erano incentrati sul figlio maggiore, zarevič Nikolaj Aleksandrovič, il suo figlio preferito che le somigliava di più.

## Problemi di salute
Come imperatrice consorte, Maria doveva partecipare a molte funzioni pubbliche, ma dal 1860 la sua salute peggiorò. I medici le consigliarono di trascorrere gli inverni in un clima caldo e di interrompere i rapporti con il marito, nel tentativo di prolungare la sua vita. Preferendo rimanere in Russia, decise di andare a recuperarsi in Crimea. Alessandro II acquistò quindi per sua moglie la villa di Livadija, una villa in legno a due piani, dagli eredi del conte polacco Lev Potocki. Alla fine di agosto 1861, Maria, suo marito e i loro figli visitarono la Crimea per la prima volta. Maria rimase affascinata dalla flora meridionale, dal clima mite, dalla bella casa e dal parco circostante. La modesta villa fu ampliata con l'aggiunta di un grande palazzo, un piccolo palazzo e una chiesa. La loro costruzione ebbe luogo tra il 1862 e il 1866 sotto la direzione di Ippolit Monighetti.
Sentendosi meglio, Maria finanziò il Teatro Mariinskij di San Pietroburgo, costruito secondo i piani dell'architetto Alberto Cavos come teatro dell'opera e del balletto. Il teatro fu inaugurato il 2 ottobre 1860, con una rappresentazione dell'opera A Life for the Tsar di Mikhail Glinka. Il nuovo teatro venne chiamato Mariinskij in suo onore.
Le umide estati a San Pietroburgo iniziarono a pesare sulla fragile costituzione di Maria, al punto che rimase assente dalla capitale russa per lunghi periodi di tempo. Nel giugno 1864 lasciò la Russia, accompagnata dal marito e dai loro tre figli più piccoli, per raggiungere le acque delle terme bavaresi di Bad Kissingen. Il re Luigi II di Baviera venne a conoscere la sua lontana zia e se ne innamorò. Alla fine di luglio Alessandro II tornò in Russia, ma Maria si recò a Bad Schwalbach, dove festeggiò il suo compleanno con Luigi II. Alla fine di agosto l'intera famiglia si riunì a Darmstadt.
Dato che era ancora malata, Maria trascorse l'inverno a Nizza, dove ricevette l'annuncio del fidanzamento dello zarevič con la principessa Dagmar di Danimarca. Nikolaj era tuttavia in condizioni di salute fragili e raggiunse sua madre a Nizza all'inizio del 1865, ma a quel punto era gravemente malato di meningite alla colonna vertebrale. Assistita dal fratello Alessandro e dalla cognata, l'imperatrice non lasciò il figlio durante la sua malattia. A Nikolaj fu inizialmente diagnosticato erroneamente un semplice reumatismo e si deteriorò rapidamente. L'intera famiglia si riunì intorno al suo letto di morte il 24 aprile 1865. La principessa Dagmar, che era con i Romanov durante gli ultimi giorni del suo fidanzato, fu presto fidanzata a suo fratello, il futuro imperatore Alessandro III, che avrebbe sposato l'anno successivo. Sia Alessandro II che Maria furono devastati dalla morte del figlio maggiore, su cui riposavano le loro speranze per il futuro. La zarina trascorse l'anno successivo in lutto e trovò conforto con la sua famiglia in Assia, poiché suo fratello Carlo aveva recentemente perso la sua unica figlia Anna.
Nel 1866 Alessandro II e Maria celebrarono le loro nozze d'argento. Con il passare degli anni si rispettavano ancora, ma si separavano romanticamente, soprattutto dopo il deterioramento della salute di Maria e la morte dei loro figli maggiori. Infatti, sebbene Alessandro si comportasse sempre con correttezza nei suoi riguardi, Maria sapeva che il marito la tradiva di continuo ed aveva numerose amanti. Dalla metà degli anni 1850 fino al 1862 ebbe una relazione con Aleksandra Sergeevna Dolgorukova, una delle nobildonne più illustri della Russia e dama di compagnia della zarina. Questa relazione finì nel 1862, quando Aleksandra sposò il generale Pëtr Pavlovič Albedinskij. Nel 1865, Alessandro II si innamorò profondamente della diciottenne Ekaterina Dolgorukova, una lontana cugina della sua ex amante. Ekaterina resistette alle sue avances per oltre un anno, ma divennero amanti nel luglio 1866. L'imperatrice Maria venne inevitabilmente a sapere della vicenda, ma inizialmente non le attribuì grande importanza.
Per avere alloggi confortevoli e riposare nel loro percorso da San Pietroburgo alla Crimea, Alessandro II ordinò la ricostruzione del palazzo imperiale di Kiev. Era in totale rovina e abbandonato da quasi mezzo secolo, dopo che era bruciato in una serie di incendi all'inizio del XIX secolo. I lavori durarono dal 1868 al 1870 e il palazzo di Kiev venne poi ribattezzato Palazzo Mariinskij. Per suo desiderio, fu istituito un grande parco al largo del lato meridionale del palazzo. Il palazzo è stato utilizzato come residenza per i membri in visita della famiglia imperiale fino al 1917. Attualmente è la residenza ufficiale del presidente dell'Ucraina.

## Ultimi anni e morte

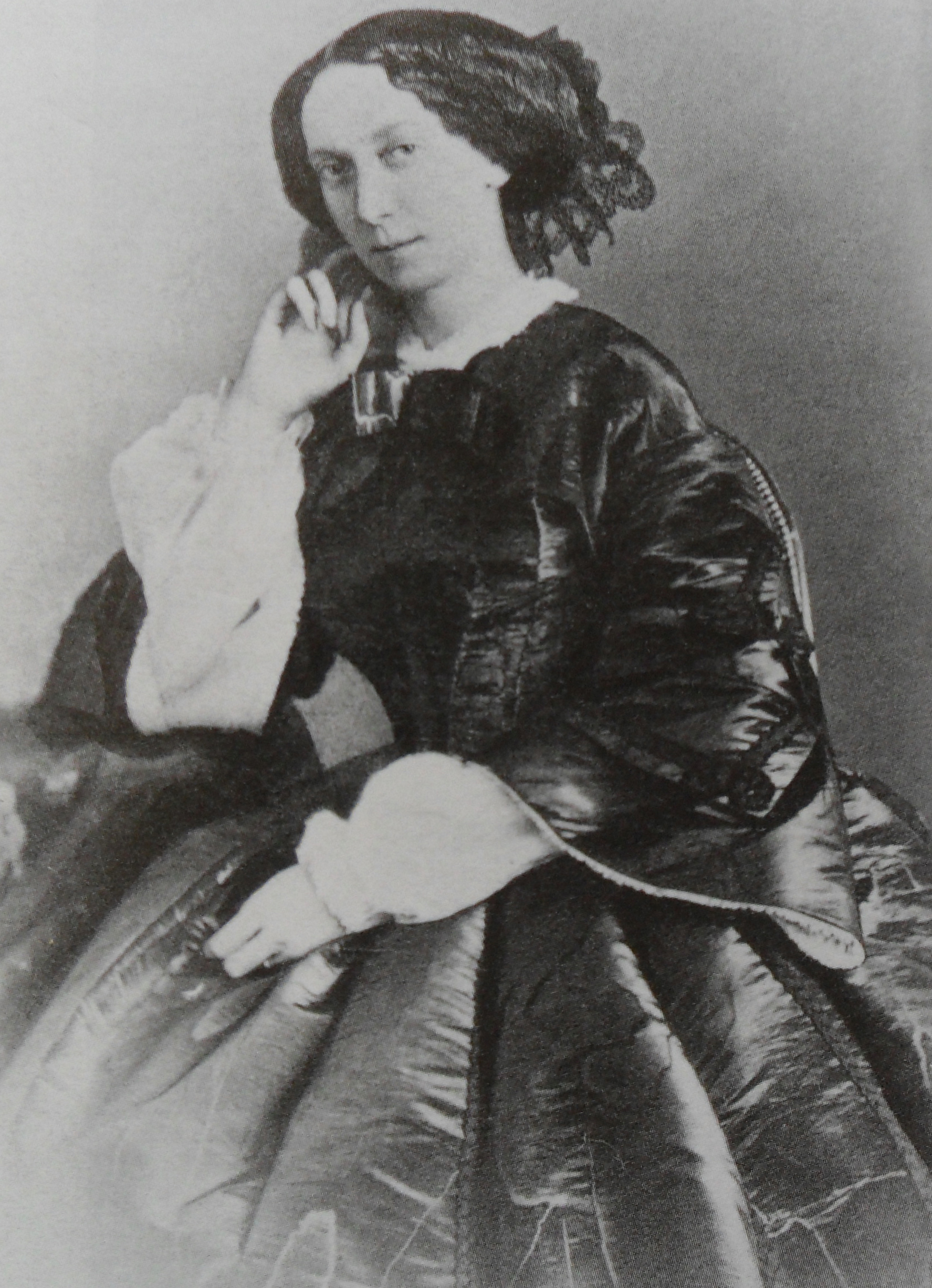
Maria d'Assia in una foto degli anni '60

Nonostante la vita impegnativa di imperatrice, Maria si recava spesso dal fratello ad Heiligenberg. Qui ebbe modo di conoscere Alice di Sassonia-Coburgo-Gotha, moglie del nipote Luigi IV d'Assia. Alice suggerì di far sposare la figlia di Maria con suo fratello, Alfredo di Sassonia-Coburgo-Gotha, cosa che avvenne nel 1874. Nel dicembre 1875 l'imperatrice Maria visitò l'Inghilterra per incontrare il suo primo nipote britannico. 
Quando Alice morì nel 1878, Maria invitò spesso i suoi figli ad Heiligenberg e qui il figlio di Maria, il granduca Sergej, conoscerà la futura moglie e Maria conoscerà Alice d'Assia. Una leggenda narra che durante una visita a Darmstadt, dopo aver incontrato Alice, l'imperatrice Maria si rivolse alle sue dame di compagnia con le parole: "Baciatele la mano. Questa è la vostra imperatrice".
Lo zar Alessandro ebbe tre figli con la principessa Dolgorukova, che trasferì nel palazzo imperiale durante l'ultima malattia di Maria per paura che potesse diventare il bersaglio di assassini. Quando la granduchessa Maria fece una visita a sua madre nel maggio 1880, fu inorridita nell'apprendere della sistemazione dell'amante imperiale e affrontò suo padre. In punto di morte, Maria chiese di incontrare i figli di suo marito con Ekaterina. I loro due figli più grandi, Georgij e Ol'ga, incontrarono l'imperatrice sul letto di morte, dove benedisse entrambi i bambini. Con la sua benedizione, la coppia contrasse un matrimonio morganatico il 18 luglio 1880.
L'imperatrice Maria morì il 3 giugno 1880, all'età di 55 anni. Fu sepolta con tutti gli onori nella cattedrale di San Pietro e Paolo, con i suoi figli presenti, e venne ricordata per la sua saggezza e grazia. Negli anni successivi la figlia maggiore di Nicola II, la granduchessa Ol'ga, affermò che da piccola aveva visto il fantasma della sua bisnonna, secondo la sua tata Margaretta Eagar.
La panoramica passeggiata di Sanremo, in Italia, "corso Imperatrice", è dedicato appunto all'imperatrice Maria Aleksandrovna in ringraziamento per le palme da lei donate alla città e che ancora oggi fanno bella mostra lungo l'omonima strada.

## Discendenza
| Nome                                  | nascita           | Morte            | Note |
| ------------------------------------- | ----------------- | ---------------- | --- |
| Granduchessa Aleksandra Aleksandrovna | 30 agosto 1842    | 10 luglio 1849   | soprannominata Lina, morì di meningite infantile a San Pietroburgo all'età di sei anni                                                |
| Zarevič Nikolaj Aleksandrovič         | 20 settembre 1843 | 24 aprile 1865   | fidanzato con Dagmar di Danimarca |
| Zar Alessandro III                    | 10 marzo 1845     | 1º novembre 1894 | sposò nel 1866 Dagmar di Danimarca; ebbe figli                                                                                        |
| Granduca Vladimir Aleksandrovič       | 22 aprile 1847    | 17 febbraio 1909 | sposò nel 1874 Maria di Meclemburgo-Schwerin; ebbe figli                                                                              |
| Granduca Aleksej Aleksandrovič        | 14 gennaio 1850   | 14 novembre 1908 | sposò tra il 1867/1870 Aleksandra Vasil'evna Žukovskaja; ebbe figli                                                                   |
| Granduchessa Maria Aleksandrovna      | 17 ottobre 1853   | 20 ottobre 1920  | sposò nel 1874 Alfredo, duca di Sassonia-Coburgo-Gotha; ebbe figli                                                                    |
| Granduca Sergej Aleksandrovič         | 29 aprile 1857    | 4 febbraio 1905  | sposò nel 1884 Elisabetta d'Assia e del Reno;                                                                                         |
| Granduca Pavel Aleksandrovič          | 3 ottobre 1860    | 24 gennaio 1919  | sposò nel 1889 Alessandra di Grecia e Danimarca; ebbe figli - secondo matrimonio nel 1902 con Ol'ga Valerianovna Karnovic; ebbe figli |

## Titoli e trattamento
- 8 agosto 1824 – 3 giugno 1880 Sua Altezza Granducale Principessa Maria d'Assia e del Reno
- 16 aprile 1841 – 2 marzo 1855 Sua Altezza Imperiale Granduchessa Maria Alexandrovna di Russia, Tsarevna di Russia
- 2 marzo 1855 – 8 giugno 1880 Sua Maestà Imperiale L'Imperatrice di tutte le Russie

## Ascendenza
|                                           |                                   |                                                                 | Genitori                                                              |  |  | Nonni |  |  | Bisnonni                              |  |  | Trisnonni                               |  |
|                                           |                                   |                                                                 |                                                                       |  |  |       |  |  | Luigi IX, Langravio d'Assia-Darmstadt |  |  | Luigi VIII, Langravio d'Assia-Darmstadt |  |
|                                           |                                   |                                                                 |                                                                       |  |  |       |  |  | Luigi IX, Langravio d'Assia-Darmstadt |  |  | Luigi VIII, Langravio d'Assia-Darmstadt |  |
|                                           |                                   | Contessa Carlotta di Hanau-Lichtenberg                          |                                                                       |  |  |       |  |  | Luigi IX, Langravio d'Assia-Darmstadt |  |  |                                         |  |
| Luigi I, Granduca d'Assia                 |                                   |                                                                 |                                                                       |  |  |       |  |  | Luigi IX, Langravio d'Assia-Darmstadt |  |  |                                         |  |
|                                           |                                   | Contessa Palatina Carolina di Zweibrücken                       | Cristiano III, Conte Palatino di Zweibrücken                          |  |  |       |  |  |                                       |  |  |                                         |  |
|                                           |                                   | Contessa Palatina Carolina di Zweibrücken                       | Cristiano III, Conte Palatino di Zweibrücken                          |  |  |       |  |  |                                       |  |  |                                         |  |
|                                           |                                   | Contessa Palatina Carolina di Zweibrücken                       | Contessa Carolina di Nassau-Saarbrücken                               |  |  |       |  |  |                                       |  |  |                                         |  |
| Luigi II, Granduca d'Assia                |                                   | Contessa Palatina Carolina di Zweibrücken                       |                                                                       |  |  |       |  |  |                                       |  |  |                                         |  |
|                                           |                                   | Langravio Giorgio Guglielmo d'Assia-Darmstadt                   | Luigi VIII, Langravio d'Assia-Darmstadt                               |  |  |       |  |  |                                       |  |  |                                         |  |
|                                           |                                   | Langravio Giorgio Guglielmo d'Assia-Darmstadt                   | Luigi VIII, Langravio d'Assia-Darmstadt                               |  |  |       |  |  |                                       |  |  |                                         |  |
|                                           |                                   | Langravio Giorgio Guglielmo d'Assia-Darmstadt                   | Contessa Carlotta di Hanau-Lichtenberg                                |  |  |       |  |  |                                       |  |  |                                         |  |
| Principessa Luisa d'Assia-Darmstadt       |                                   | Langravio Giorgio Guglielmo d'Assia-Darmstadt                   |                                                                       |  |  |       |  |  |                                       |  |  |                                         |  |
|                                           |                                   | Contessa Maria Luisa Albertina di Leiningen-Dagsburg-Falkenburg | Cristiano Carlo Reinardo di Leiningen-Dachsburg-Falkenburg-Heidesheim |  |  |       |  |  |                                       |  |  |                                         |  |
|                                           |                                   | Contessa Maria Luisa Albertina di Leiningen-Dagsburg-Falkenburg | Cristiano Carlo Reinardo di Leiningen-Dachsburg-Falkenburg-Heidesheim |  |  |       |  |  |                                       |  |  |                                         |  |
|                                           |                                   | Contessa Maria Luisa Albertina di Leiningen-Dagsburg-Falkenburg | Contessa Caterina Polissena di Solms-Rödelheim-Assenheim              |  |  |       |  |  |                                       |  |  |                                         |  |
| Principessa Maria d'Assia e del Reno      |                                   | Contessa Maria Luisa Albertina di Leiningen-Dagsburg-Falkenburg |                                                                       |  |  |       |  |  |                                       |  |  |                                         |  |
|                                           | Carlo Federico, Granduca di Baden | Federico, Principe Ereditario di Baden-Durlach                  |                                                                       |  |  |       |  |  |                                       |  |  |                                         |  |
|                                           | Carlo Federico, Granduca di Baden | Federico, Principe Ereditario di Baden-Durlach                  |                                                                       |  |  |       |  |  |                                       |  |  |                                         |  |
|                                           | Carlo Federico, Granduca di Baden | Principessa Amalia di Nassau-Dietz                              |                                                                       |  |  |       |  |  |                                       |  |  |                                         |  |
| Carlo Luigi, Principe Ereditario di Baden | Carlo Federico, Granduca di Baden |                                                                 |                                                                       |  |  |       |  |  |                                       |  |  |                                         |  |
|                                           |                                   | Principessa Carolina Luisa d'Assia-Darmstadt                    | Luigi VIII, Langravio d'Assia-Darmstadt                               |  |  |       |  |  |                                       |  |  |                                         |  |
|                                           |                                   | Principessa Carolina Luisa d'Assia-Darmstadt                    | Luigi VIII, Langravio d'Assia-Darmstadt                               |  |  |       |  |  |                                       |  |  |                                         |  |
|                                           |                                   | Principessa Carolina Luisa d'Assia-Darmstadt                    | Contessa Carlotta di Hanau-Lichtenberg                                |  |  |       |  |  |                                       |  |  |                                         |  |
| Principessa Guglielmina di Baden          |                                   | Principessa Carolina Luisa d'Assia-Darmstadt                    |                                                                       |  |  |       |  |  |                                       |  |  |                                         |  |
|                                           |                                   | Luigi IX, Langravio d'Assia-Darmstadt                           | Luigi VIII, Langravio d'Assia-Darmstadt                               |  |  |       |  |  |                                       |  |  |                                         |  |
|                                           |                                   | Luigi IX, Langravio d'Assia-Darmstadt                           | Luigi VIII, Langravio d'Assia-Darmstadt                               |  |  |       |  |  |                                       |  |  |                                         |  |
|                                           |                                   | Luigi IX, Langravio d'Assia-Darmstadt                           | Contessa Carlotta di Hanau-Lichtenberg                                |  |  |       |  |  |                                       |  |  |                                         |  |
| Langravia Amalia Amalia d'Assia-Darmstadt |                                   | Luigi IX, Langravio d'Assia-Darmstadt                           |                                                                       |  |  |       |  |  |                                       |  |  |                                         |  |
|                                           |                                   | Contessa Palatina Carolina di Zweibrücken                       | Cristiano III, Conte Palatino di Zweibrücken                          |  |  |       |  |  |                                       |  |  |                                         |  |
|                                           |                                   | Contessa Palatina Carolina di Zweibrücken                       | Cristiano III, Conte Palatino di Zweibrücken                          |  |  |       |  |  |                                       |  |  |                                         |  |
|                                           |                                   | Contessa Palatina Carolina di Zweibrücken                       | Contessa Carolina di Nassau-Saarbrücken                               |  |  |       |  |  |                                       |  |  |                                         |  |
|                                           |                                   | Contessa Palatina Carolina di Zweibrücken                       |                                                                       |  |  |       |  |  |                                       |  |  |                                         |  |